# 미셀 마르텔리
미셀 조제프 마르텔리(Michel Joseph Martelly, 1961년 2월 12일 ~ )는 아이티의 대통령이다. 인기 가수로 무대명은 스위트 믹키(Sweet Micky)이다. 2011년 대통령 선거로 당선되었다. 정치에 입문하기 전 마르텔리는 공연자, 녹음예술가, 작곡가 사업가였다.
2010년 7월, 아이티의 대통령 선거에 출마할 것을 선언했다. 이전에는 해산된 군부를 지지했고, 1991년 쿠데타의 지지자였다.
2011년 4월 4일 아이티 고위관리는 유력한 대선후보인 미르란데 마니가(Mirlande Manigat)를 2차 투표에서 이겼다는 발표를 했다. 선거는 혼탁과 비리가 널리 행해질 것이라고 예상되었다. 마르텔리는 OAS와 미국 정부로부터 압력을 받은 후에 간신히 대선주자가 되었지만, 지지율은 24% 이하로 낮았고, 아이티 최대 정당인 판미 라발라스는 선거 과정에서 그를 배제시켰다. 마르텔리의 선거 운동은 스페인 인민당과 유대가 있는 스페인 회사 솔라스(Sola)가 후원을 하였다.
2011년 5월 14일 수도 포르토프랭스 대통령궁 앞 광장에서 국내외 주요 인사 1천200여명이 참석한 가운데 아이티 대통령직에 공식 취임했다. 인기 가수 출신으로 그는 생활환경이 개선될 것과 국가재건을 비롯, 대규모 주택건설과 지방경제 활성화, 아동교육 확대, 농업 발전, 유엔 군 철수 및 해체된 군 재건 등을 공약으로 내걸었다.

## 생애
마르텔리는 아이티 자크멜 근처의 코트 데 페르의 작은 마을에서 태어났다. 정유회사 감독관인 아버지를 둔 중산층의 아들로, 키보드와 대중가요를 독학으로 배웠다. 고등학교를 졸업한 후 짧게 아이티 사관학교를 다녔다. 장군의 딸을 임신시켜 쫓겨났기 때문에, 성공적이지 못한 군제대 이후, 결국 미국으로 건너가게 된다. 미국에서 콜로라도에 있는 레이크우드에서 레드 락스 커뮤니티 컬리지를 잠깐 다녔다. 1986년 한 학기를 마친 후 독재자인 장클로드 뒤발리에가 추방을 당하자, 다시 아이티로 돌아오게 된다. 마르텔리는 다시 당시 여자 친구이자 마이애미에서 결혼식을 하게 되는 소피아와 함께 미국으로 오게 된다. 그 후 마르텔리는 1987년 아이티로 다시 돌아오기 전까지 건설 현장에서 1년간 일을 했다. 그가 미국 플로리다에 있을 때는 한 때 마약과 코카인에 중독되기도 했었다. 그들이 아이티로 돌아와서 한 처음 한 것은 페티옹빌과 켄스코트 등지의 집회에서 임시 키보드 연주자로 음악을 통해 돌파구를 모색하는 일이었다.
1988년 예명 스위트 믹키(Sweet Micky)로 가수에 데뷔한다. 그 후 2008년까지 30여개 음반을 발표하였다.
2010년 농민행동당(Repons Peyizan)을 창당하고, 대선 출마를 하여, 2011 4월 20일 제44대 대통령에 당선되었다.
2016년 임기만료로 2016년 2월 대통령직을 퇴임하였다.
2024년 8월, 미국 재무부는 미국과 미국에서 마약 밀매를 촉진하기 위해 영향력을 행사한 혐의로 미셸 조셉 마텔리(Michel Joseph Martelly)에게 제재를 가했다.

## 사생활
마르틀리는 현재 아이티에 살고 있지만, 플로리다 팜비치에 여러 채의 주택을 소유하고 있었다. 모기지에 의한 권리 상실로 현재는 유질 처분된 상태이다. 현재는 아내이자 전매니저인 소피아와 네 자녀와 함께 살고 있다. 2006년 마르틀리는 공연과 녹음에서 비공식적인 은퇴를 발표했지만, 2008년에 음악계로 컴백하여 새 싱글 앨범 마구예(Magouyè)와 단편 영화 Bandi Legal yo ki rive를 발표했다. 그는 Port-au-Prince 호텔의 매니저이자 음악가인 리처드 모스(Richard Morse)의 조카이기도 하다.

## 앨범
| 제목                                           | 발표 | 형태            | 라벨         | as...         |
| ---------------------------------------------- | ---- | --------------- | ------------ | ------------- |
| Woule Woule                                    | 1989 | 스튜디오        | Geronimo     | 미셀 마르텔리 |
| Anba Rad La                                    | 1990 | 스튜디오        | AP           | 미셀 마르텔리 |
| The Sweetest                                   | 1992 | 스튜디오        | Josy         | 미셀 마르텔리 |
| Min Koze-A                                     | 1993 | 스튜디오        | Josy         | 미셀 마르텔리 |
| I Don't Care                                   | 1994 | 스튜디오        | Josy         | 미셀 마르텔리 |
| Pa Manyen                                      | 1995 | 스튜디오        | Josy         | 미셀 마르텔리 |
| Tout Cé Mately                                 | 1996 | 스튜디오        | Déclic       | 미셀 마르텔리 |
| Aloufa                                         | 1997 | 스튜디오        | Antilles     | 미셀 마르텔리 |
| Best of 스위트 믹키                            | 1997 | 편집            | Déclic       | 스위트 믹키   |
| 100.000 Volts                                  | 1998 | 스튜디오        | Mini Records | 미셀 마르텔리 |
| An Bolewo                                      | 1998 | 라이브          | Anson        | 스위트 믹키   |
| Dènye Okazyon                                  | 1999 | 스튜디오        | Geronimo     | 미셀 마르텔리 |
| Jojo Ban'm Nouvel Micky                        | 1999 | 라이브          | Exit         | 미셀 마르텔리 |
| 100% KaKa                                      | 1999 | 라이브          | Mad Dog      | 스위트 믹키   |
| 미셀 마르텔리 라이브                           | 2000 | 라이브          | Créon        | 스위트 믹키   |
| SiSiSi                                         | 2001 | 스튜디오        | Créon        | 미셀 마르텔리 |
| Live au café des arts: Vol. 2                  | 2001 | 라이브          | Geronimo     | 스위트 믹키   |
| 200% KaKa                                      | 2001 | 스튜디오/라이브 | Mad Dog      | 스위트 믹키   |
| Rale Kow La                                    | ???? | 라이브          | Geronimo     | 스위트 믹키   |
| 400% KaKa                                      | 2002 | 라이브          | Mad Dog      | 스위트 믹키   |
| 라이브 at best western                         | 2002 | 라이브          | Geronimo     | 스위트 믹키   |
| Best of 미셀 마르텔리                          | 2002 | 편집            | Créon        | 미셀 마르텔리 |
| Totot                                          | 2003 | 스튜디오        | AD           | 스위트 믹키   |
| Micky Chez Lui (Micky Bolero 2)                | 2003 |                 | Exit         | 스위트 믹키   |
| 스위트 믹키 라이브                             | 2003 | 라이브          | Geronimo     | 스위트 믹키   |
| New Repertoire                                 | 2004 | 라이브          | Exit         | 스위트 믹키   |
| Babaille Micky Mix                             | 2004 |                 | Exit         | 스위트 믹키   |
| GNB                                            | 2005 | 스튜디오        | D-Facto      | 스위트 믹키   |
| 스위트 믹키 with Robert Martino: 라이브 Vol. 1 | 2005 | 라이브          | Touche Douce | 스위트 믹키   |
| 스위트 믹키 with Robert Martino: 라이브 Vol. 1 | 2005 | 라이브          | Touche Douce | 스위트 믹키   |
| Micky ap Trip                                  | 2005 | 라이브          | Exit         | 스위트 믹키   |
| 스위트 믹키 & Djakout: 라이브 2006             | 2006 | 라이브          | Feeling      | 스위트 믹키   |
| Jojo Ban'm Nouvel Micky                        | 2006 | 라이브          | Exit         | 미셀 마르텔리 |
| 스위트 믹키 vs Dega                            | 2007 | 라이브          | Arnold       | 스위트 믹키   |
| 라이브 in Miami (Ouvè Kôw)                     | 2007 | 라이브          | Acoustique   | 스위트 믹키   |
| Blazin' 라이브                                 | 2007 | 라이브          | Exit         | 스위트 믹키   |
| Bandi Légal                                    | 2008 | 스튜디오        | Antilles     | 스위트 믹키   |
| Micky & Sons                                   | 2008 |                 | Antilles     | 스위트 믹키   |
| Vin' Pran Kompa                                | 2008 | 스튜디오        | Patrick      | 스위트 믹키   |
| Kompa Prezidantiyèl                            | 2010 | 라이브          | 스위트 믹키  | 스위트 믹키   |
| Prézidan Éspwa Vote #8                         | 2011 | 스튜디오        | ArnoldZic    | 스위트 믹키   |

### 음악
- Sweet Micky: Mon Colonel, music video

## 역대 선거 결과
| 선거명           | 직책명          | 대수 | 정당       | 1차 득표율 | 1차 득표수 | 2차 득표율 | 2차 득표수 | 결과 | 당락 |
| ---------------- | --------------- | ---- | ---------- | ---------- | ---------- | ---------- | ---------- | ---- | ---- |
| 2010-2011년 선거 | 아이티의 대통령 | 41대 | 농민행동당 | 21.84%     | 234,617표  | 67.57%     | 716,986표  | 1위  |      |